# MAGE (protein)
MAGE (z angl. melanoma antigen) je skupina asi 60 málo prozkoumaných proteinů, které byly nejprve popsány jako tumor-specifické, tedy přítomné pouze v nádorech a nikoliv v normální tkáni. Obsahují typickou MHD (MAGE homology) doménu. O některých MAGE genech dnes je známo, že jsou přítomny i v zdravých tkáních, např. ve varlatech nebo v nervové soustavě. Alespoň některé MAGE proteiny se vážou na RING domény typické např. pro RING ubiquitin ligázy a aktivují ubikvitinylační aktivitu.